# Marie-Thérèse Kerschbaumer
Marie-Thérèse Kerschbaumer (31 de agosto de 1936 (88 años) Garches, Francia) es una poeta, narradora, ensayista, guionista radial y traductora literaria austro-francesa. Vive desde 1971 como escritora independiente en Viena y es miembro de la Asociación Austriaca de Escritores, Graz.
Sus principales obras de ficción presentan los horrores del fascismo, en especial represión de las minorías.

## Obras (selección)
- El nombre de las mujeres de la resistencia. Siete informes (1980)
- La trilogía El forastero, Salida y Distancia (1992, 1994 y 2000)
- Nueve Canti de amor a la tierra (1989)
- Orfeo. Imágenes, sueños, prosa (2003)
- Neun Elegien/Nueve elegías (2004)
- Calypso (2005)

## Premios
- Premio Austriaco de Literatura (1986)
- Premio de Literatura de la Ciudad de Viena (1995)